# Kanton Saint-Ouen-l’Aumône
Der Kanton Saint-Ouen-l’Aumône ist seit 1967 ein französischer Wahlkreis in den Arrondissements Argenteuil und Pontoise im Département Val-d’Oise und in der Region Île-de-France; sein Hauptort ist Saint-Ouen-l’Aumône.

## Gemeinden
Der Kanton besteht aus zwölf Gemeinden mit insgesamt 58.224 Einwohnern (Stand: 1. Januar 2022) auf einer Gesamtfläche von 94,75 km²:
| Gemeinde                   | Einwohner 1. Januar 2022 | Fläche km² | Dichte Einw./km² | Code INSEE | Postleitzahl | Arrondissement |
| -------------------------- | ------------------------ | ---------- | ---------------- | ---------- | ------------ | -------------- |
| Auvers-sur-Oise            | 6.820                    | 12,69      | 537              | 95039      | 95430        | Pontoise       |
| Butry-sur-Oise             | 2.242                    | 2,60       | 862              | 95120      | 95430        | Pontoise       |
| Frépillon                  | 3.327                    | 3,35       | 993              | 95256      | 95740        | Argenteuil     |
| Frouville                  | 347                      | 7,60       | 46               | 95258      | 95690        | Pontoise       |
| Hédouville                 | 280                      | 5,28       | 53               | 95304      | 95690        | Pontoise       |
| Hérouville-en-Vexin        | 569                      | 8,42       | 68               | 95308      | 95300        | Pontoise       |
| Labbeville                 | 641                      | 8,07       | 79               | 95328      | 95690        | Pontoise       |
| Mériel                     | 5.337                    | 5,31       | 1.005            | 95392      | 95630        | Pontoise       |
| Méry-sur-Oise              | 10.015                   | 11,17      | 897              | 95394      | 95540        | Pontoise       |
| Nesles-la-Vallée           | 1.823                    | 13,46      | 135              | 95446      | 95690        | Pontoise       |
| Saint-Ouen-l’Aumône        | 25.614                   | 12,21      | 2.098            | 95572      | 95310        | Pontoise       |
| Valmondois                 | 1.209                    | 4,59       | 263              | 95628      | 95760        | Pontoise       |
| Kanton Saint-Ouen-l’Aumône | 58.224                   | 94,75      | 615              | 9517       | –            | –              |

Bis zur Neuordnung bestand der Kanton Saint-Ouen-l’Aumône aus den zwei Gemeinden Méry-sur-Oise und Saint-Ouen-l’Aumône. Sein Zuschnitt entsprach einer Fläche von 23,38 km2.

## Bevölkerungsentwicklung
| 1968   | 1975   | 1982   | 1990   | 1999   | 2006   | 2011   |
| ------ | ------ | ------ | ------ | ------ | ------ | ------ |
| 13 426 | 20 656 | 22 839 | 24 852 | 28 595 | 31 859 | 33 021 |